# Tim Morten Uhlenbrock

Tim Uhlenbrock bei der „White Night Haltern“ 2008

Tim Morten Uhlenbrock (* 20. September 1985 in Königs Wusterhausen) ist ein deutscher Sänger und Schauspieler.

## Leben und Wirken
Tim Uhlenbrock ist der Sohn des Musikers Siegfried Uhlenbrock und der Kieferorthopädin Claudia Uhlenbrock. Er besuchte die musikbetonte Gesamtschule „Paul Dessau“ in Zeuthen.
Im Alter von zwölf Jahren wirkte Tim Uhlenbrock in Kindermusicals seines Vaters Siegfried Uhlenbrock mit, u. a. Der Kinderkarneval und setzte seine Theatertätigkeit fünf Jahre später in Produktionen von Paul-Georg Dittrich, Janusz Korczak – Gegen das Vergessen und Maxim Dessau, Das Lehrstück vom Einverständnis fort.
Im deutschen Fernsehen spielte er seine erste Hauptrolle in dem für den Kinderkanal produzierten Fünfteiler Ein Engel für alle (2005).
Weitere Auftritte hatte er in deutschen TV-Serien wie u. a. Der letzte Zeuge, Küstenwache, Der Schwarzwaldhof, SOKO Köln, Der Kriminalist und Dr. Klein.

## Filmografie (Auswahl)
| - 2005: Kombat Sechzehn - 2005: Großstadtrevier – 50 Minuten - 2005: Abschnitt 40 – Zechanschlussraub - 2005: In aller Freundschaft – Freundschaftsdienst - 2005: Der letzte Zeuge – Lügner leben länger - 2005: Ein Engel für alle (Fernsehserie, 7 Folgen) - 2006: Alles über Anna (Fernsehserie, 3 Folgen) - 2006: SOKO Leipzig – Voll Stoff - 2006: Der Kriminalist – Gefallene Engel - 2007: Küstenwache – Schuss ins Herz - 2007: Post Mortem (Fernsehserie, 1 Folge) - 2007: SOKO Köln – Tod im Kaufhaus - 2007: LadyLand (Fernsehserie, 1 Folge) - 2007: Der letzte Zeuge – Den Sieg im Blut - 2008: Aus dem Tritt - 2008: Reise nach Amerika - 2008: Volles Haus - 2008: Verrückt nach Emma - 2008: Der Alte – Tot und vergessen - 2008: Stille Post - 2008: Hallo Robbie! – Verflixt verliebt - 2008: SOKO Köln – Finger am Abzug - 2009: Familie Sonnenfeld (Fernsehserie, 2 Folgen) - 2009: Der Schwarzwaldhof (Fernsehserie, 6 Folgen) - 2009: Polizeiruf 110 – Der Tod und das Mädchen - 2009: Küstenwache – Bis dass der Tod uns scheidet | - 2010: Zeiten ändern dich - 2010: Ich trag dich bis ans Ende der Welt - 2011: SOKO Köln – Die Berufenen - 2011: SOKO Stuttgart – Wasenmord - 2011: Wer rettet Dina Foxx? - 2011: Volles Haus (Fernsehserie, 3 Folgen) - 2011: Alarm für Cobra 11 – Die Autobahnpolizei – Die Verschwörung - 2011: Linda geht tanzen - 2012: Notruf Hafenkante – Blackout - 2012: Countdown – Die Jagd beginnt – Die Illegalen - 2012: Der letzte Bulle – Es lebe der Sport - 2012: Klinik am Alex – Mit allen Mitteln - 2013: SOKO Wien – Treibjagd - 2013: Autumn Blood - 2013: Alfred Brehm – Die Gefühle der Tiere - 2013: Tatort: Kalter Engel - 2013: Der Kriminalist – Zwei Welten - 2014: Frauchen und die Deiwelsmilch - 2015: In aller Freundschaft – Die jungen Ärzte – Neues Leben - 2015: Bridge of Spies – Der Unterhändler - 2015: Dr. Klein (Fernsehserie, 3 Folgen) - 2015: Unsichtbare Jahre - 2019: Das Traumschiff – Sambia - 2019: Morden im Norden – Unter der Haut |

## Musik
Im Alter von 13 Jahren gründete Tim Uhlenbrock zusammen mit Christoph Rymon die Band „Skribenta“. Tim Uhlenbrock und Christoph Rymon produzierten in ihrer Schulzeit für die Gruppe „Menthal Misfit“ ein Album.
Christoph Rymon spielt auch in Tim Uhlenbrocks aktueller Band „mit.tim“, in der Tim Uhlenbrock Texter und Sänger ist. Die Band hatte Auftritte in ganz Deutschland (so 2008 im Berliner Kesselhaus in der Kulturbrauerei als Special Guest des Styles and Skills 2008 – Berlin Band Awards und in Haltern am See im Rahmen der White Night Haltern).
2016 tritt Uhlenbrock als Autor und Musikproduzent für Madeline Junos Into the Night aus ihrem Album Salvation in Erscheinung.